# Jamón Jamón
Jamón Jamón is een Spaanse film uit 1992, geregisseerd door Bigas Luna.

## Verhaal
José Luis is de zoon van de rijke Manuel en Conchita die hun fortuin hebben vergaard met hun herenondergoedfabriek. Hij heeft een verhouding met Silvia die in de fabriek werkt. Wanneer Silvia zwanger wordt, belooft José Luis om met haar te trouwen. Conchita vindt Silvia niet goed genoeg voor haar zoon, en besluit daarom de jonge stierenvechter Raúl in te huren om Silvia te verleiden.

## Rolverdeling
| Acteur             | Personage      |
| ------------------ | -------------- |
| Penélope Cruz      | Silvia         |
| Javier Bardem      | Raúl Gonzales  |
| Jordi Mollà        | José Luis      |
| Stefania Sandrelli | Conchita       |
| Anna Galiena       | Carmen         |
| Juan Diego         | Manuel         |
| Tomás Penco        | Jose Gabrieles |

## Ontvangst

### Recensies
Op Rotten Tomatoes geeft 64% van de 14 recensenten de film een positieve recensie, met een gemiddelde score van 6,38/10.

### Prijzen en nominaties
De film won 6 prijzen en werd voor 12 andere genomineerd. Een selectie:
| Jaar | Evenement                 | Categorie                           | Genomineerde                | Resultaat   |
| ---- | ------------------------- | ----------------------------------- | --------------------------- | ----------- |
| 1992 | Venetië (49ste editie)    | Gouden Leeuw voor beste film        | Jamón Jamón                 | Genomineerd |
| 1992 | Venetië (49ste editie)    | Zilveren Leeuw voor beste regisseur | Bigas Luna                  | Gewonnen    |
| 1993 | Premios Goya (7de editie) | Beste film                          | Jamón Jamón                 | Genomineerd |
| 1993 | Premios Goya (7de editie) | Beste regisseur                     | Bigas Luna                  | Genomineerd |
| 1993 | Premios Goya (7de editie) | Beste acteur                        | Javier Bardem               | Genomineerd |
| 1993 | Premios Goya (7de editie) | Beste actrice                       | Penélope Cruz               | Genomineerd |
| 1993 | Premios Goya (7de editie) | Beste origineel scenario            | Cuca Canals, Bigas Luna     | Genomineerd |
| 1993 | Premios Goya (7de editie) | Beste geluid                        | Miguel Rejas, Ricard Casals | Genomineerd |